# The Last of England
The Last of England (Nederlands: Het laatste van Engeland) is een schilderij van de Engelse prerafaëlitische kunstschilder Ford Madox Brown, voltooid in 1855, olieverf op paneel, 82,5 × 75 centimeter groot. Het toont een man en vrouw bij het verlaten van Engeland, voor emigratie. Het werk bevindt zich in de collectie van de Birmingham Museums and Art Gallery. Een tweede versie uit 1860 is te zien in het Fitzwilliam Museum te Cambridge. Rond 1865 maakte Brown nog een replica in waterverf, nu in de Tate Gallery.

## Context
Emigratie was rond 1850 een actueel thema. In 1852, toen Brown begon aan het hier besproken schilderij, bereikte het fenomeen met name in Groot-Brittannië een hoogtepunt: 370.000 Britten verlieten hun vaderland. De prerafaëlitische beeldhouwer Thomas Woolner, een goede vriend van Brown, was een van hen. Ook Brown zelf dacht er meermaals over te vertrekken, wilde naar Brits-Indië gaan, maar zou het uiteindelijk niet aandurven. Over The Last of England schreef hij later: "Zonder me te laten beïnvloeden door stijl of artistieke overwegingen, heb ik geprobeerd weer te geven hoe het eruit zou zien: de combinatie van het vaste voornemen tot een betere toekomst en de diepe pijn om je huis te moeten verlaten".

## Afbeelding

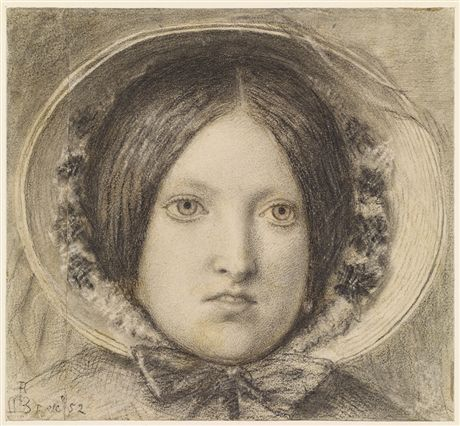
Studie van Emma Hill

Brown schildert zijn twee hoofdpersonen, smartelijk kijkend kijkend zonder om te zien, terwijl ze wegzeilen van Engeland, met de krijtrotsen van Dover op de achtergrond. Hij gebruikte zichzelf en zijn tweede vrouw Emma Hill als modellen. Het stel zit tegen elkaar aangekropen onder een grote paraplu, die hen beschermd tegen het opspattende zeewater. Hun silhouetten zijn strak afgetekend en lopen in elkaar over, waarbij de ronde tondo-vorm van het schilderij de compositie bij elkaar houdt. Het versterkt de verbondenheid van de man en de vrouw in hun ongewisse avontuur. Aan hun kleding te zien komen ze uit de middenklasse en zijn ze niet bijzonder arm. Het lint van de bonnet van de vrouw wappert in de wind en haar geschoeide hand houdt die van haar man liefdevol doch angstig vast. Bij nadere beschouwing zien we van onder de plooien van haar cape nog net de kleine mollige handjes van hun kindje, dat ze stevig vasthoudt op haar schoot. Voor het kleine meisje links van de man stond Catherine model, de vijfjarige dochter van Brown en Emma. Andere druk gesticulerende figuren op de achtergrond zijn slechts deels zichtbaar. Het tafereel oogt koud en weinig comfortabel. Voor aan de reling hangen kolen en andere voorraden, refererend aan een lange reis.
Brown maakte meerdere voorstudies voor het werk. Als onder de prerafaëlieten gebruikelijk was hij erg precies in de uitwerking. Volgens eigen zeggen deed hij er vier weken over om alleen al de bonnet te schilderen. Om de juiste sfeer te raken schilderde hij het definitieve werk uiteindelijk vooral buiten, in de tuin van zijn huis te Londen. Hij was dan blij als het slecht weer was. In zijn dagboek schreef hij: "Vandaag was het weer me gunstig gezind. Het was erg koud, geen zon, geen regen, veel wind, maar voor mij was dit het best mogelijke weer. Het maakte mijn handen blauw van de kou, zoals in dit werk vereist is".

## Galerij

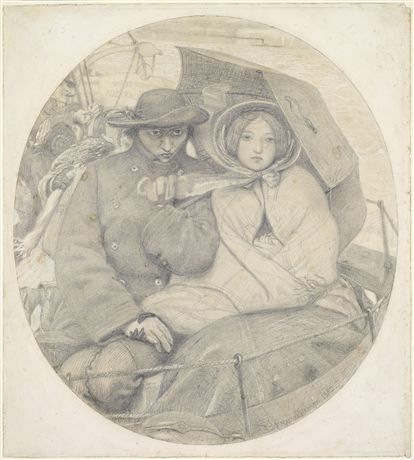
Studie in potlood, 1852
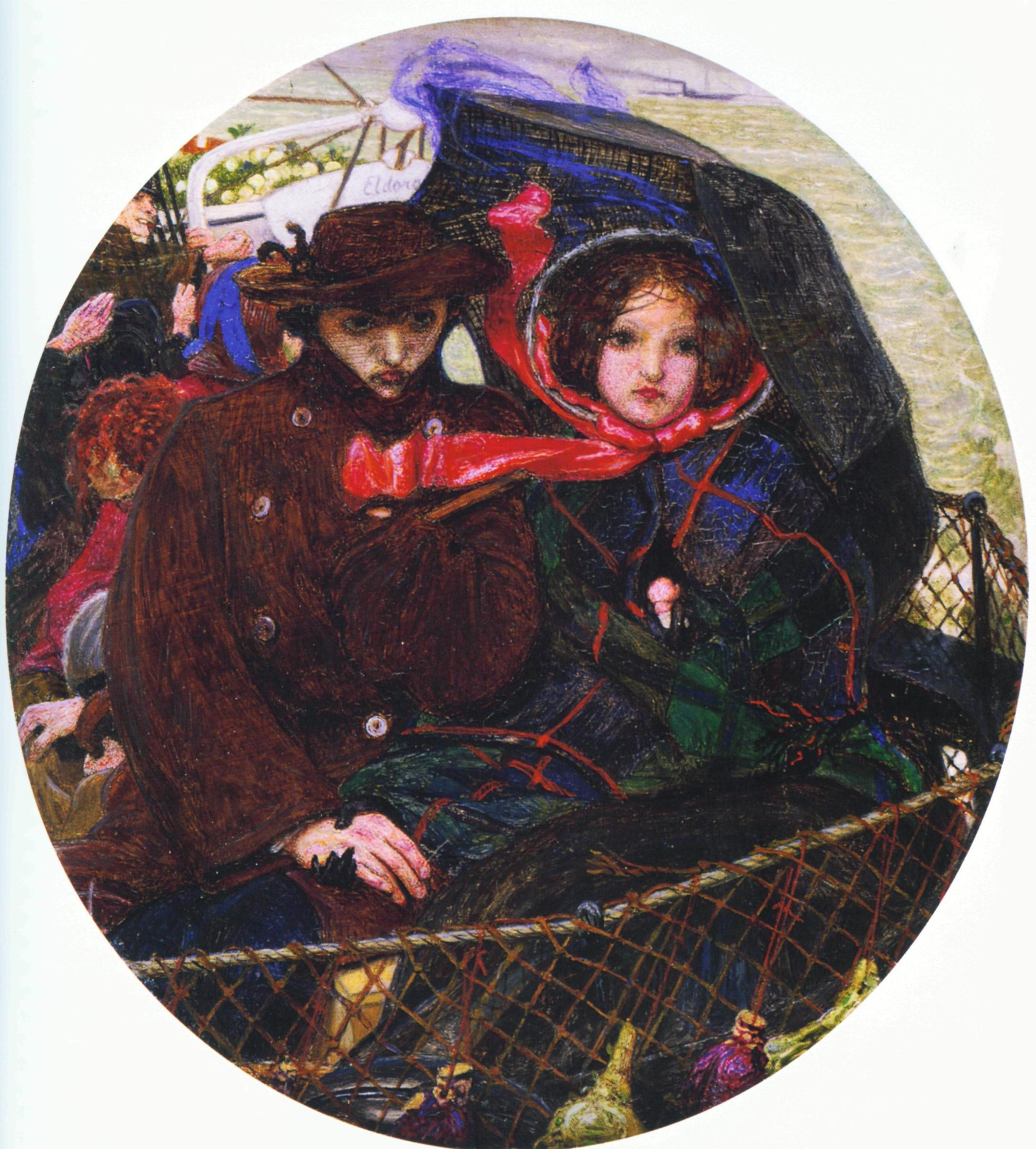
Finale studie in olieverf, 1854-1855
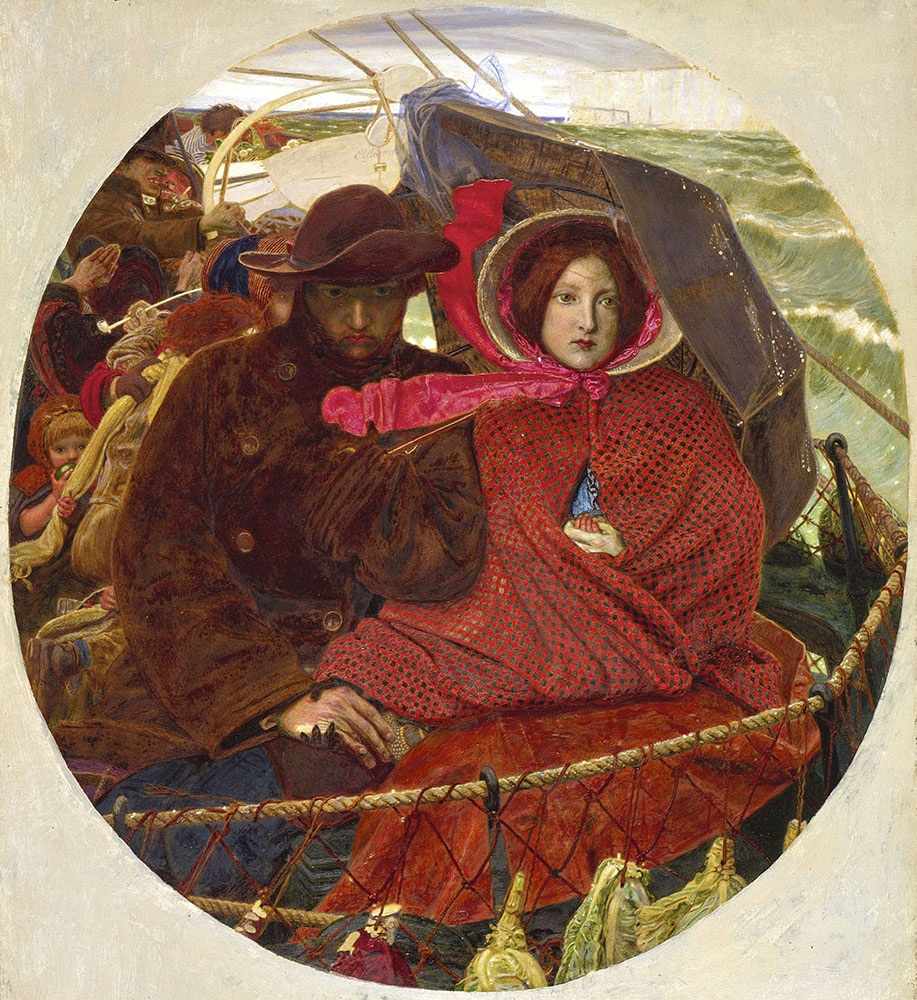
Tweede versie, Fitzwilliam Museum, 1860
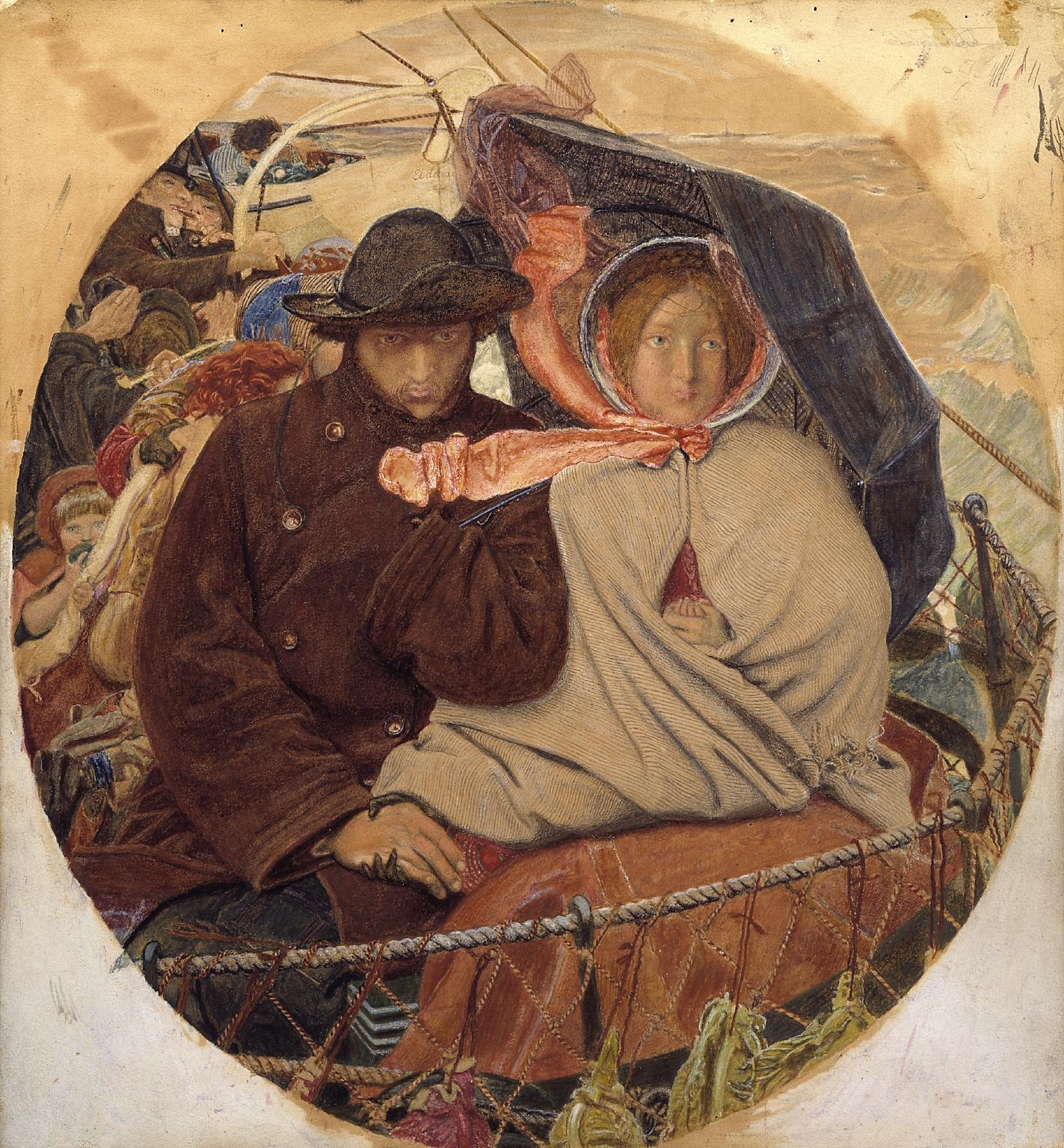
Versie in waterverf, Tate Gallery, 1864-1866